# Steven Weber
Steven Weber (New York, 4 maart 1961) is een Amerikaans acteur. Hij debuteerde in 1984 met een rol in de televisiefilm The Flamingo Kid. Weber won een Saturn Award voor zijn hoofdrol als Jack Torrance in Mick Garris' verfilming The Shining van Stephen King (niet te verwarren met Stanley Kubricks film The Shining, waarin Jack Nicholson deze rol speelt).

## Filmografie (selectie)
- Desperation - Steve Ames (2006)
- 12 days of christmas eve - Calvin Carter (2004)
- Once and Again - Sam Blue (2000-2002)
- Leaving Las Vegas (1995)
- Single White Female (1992)
- Hamburger Hill - Worcester (1987)
- The Flamingo Kid (1984)
- Dracula Dead And Loving It - Jonathan Harker (1995)

### Televisie
- The Kennedys of Massachusetts '(1990)
- Wings - Brian Michael Hackett (1990-1997)
- All Dogs Go to Heaven: The Series (1996-1998) (stemrol)
- The Shining - Jack Torrance (1997)
- Cursed (2000-2001)
- Once and Again (2000-2002)
- Fillmore! (2002-2003) (stemrol)
- Masters of Horror: Jenifer (2005) (tv-film)
- Studio 60 on the Sunset Strip (2006-2007)
- Brothers & Sisters (2007-2008)
- Without a Trace (2008)
- Happy Town (2010)
- Dallas (2013-2014)
- Murder in the First (2014)
- Chasing Life (2014-2015)
- Helix (2015)
- iZombie (2015-2016)
- 13 Reasons Why - Gary Bolan (2017-2020)
- NCIS: New Orleans (2014-heden)